# Laanhuizen
Laanhuizen is een woonwijk in het zuiden van de stad Groningen.
De wijk is gelegen tussen de spoorlijn Groningen-Leeuwarden, de Paterswoldseweg, de A7 en de Ringweg. De wijk maakt deel uit van de Stadsparkwijk.
De wijk is gebouwd kort na de oorlog. De straten zijn dan ook genoemd naar het verzet, zoals de Koeriersterweg, Verzetsstrijderslaan, Gijzelaarslaan, Illegaliteitslaan en de Sabotagelaan.
1. ↑  Inclusief het A-kwartier, Academiekwartier, Bisschopskwartier en Ebbingekluft
2. ↑  Inclusief Ruskenveen
3. ↑  Euvelgunne en Roodehaan zijn onderdeel van de MEER-dorpen, maar vallen onder de wijk Zuidoost
4. ↑  Inclusief de subbuurten De Wierden (waaronder het bouwblok Heemwerd), Rietlanden en Reitdiephaven
5. ↑  Voorheen Korrewegwijk genoemd
6. ↑  Voorheen Korrewegbuurt genoemd